# لورا هيريرا
لورا هيريرا (بالإسبانية: Laura Herrera)‏ (11 يوليو 1989 بسانتا كروث دي تينيريفه في إسبانيا - ) هي لاعبة كرة سلة إسبانية في مركز الوسط. لعبت مع سي بي إستوديانتس.

## وصلات خارجية
- لورا هيريرا على موقع الاتحاد الدولي لكرة السلة (الإنجليزية)
- لورا هيريرا على موقع كرة السلة الأوروبية.كوم (الإنجليزية)